# Nina Morawietz
Nina Morawietz (* 1987 in Dortmund) ist eine deutsche Schriftstellerin, Illustratorin und Grafikdesignerin. Sie veröffentlicht hauptsächlich im Romanserienbereich.

## Leben
Nach dem Abitur am Ruhr-Gymnasium Witten 2006 studierte sie zunächst Kunst (Freie Grafik und Malerei), wechselte jedoch zum Studiengang Kommunikationsdesign. 2006 und 2007 beteiligte sie sich unter ihrem Pseudonym Kageko mit den Kurzcomics „Bratbär Alexander“ und „Der hässliche Hase“ in zwei Ausgaben der Mangaanthologie „Paper Theatre“ des Verlags Schwarzer Turm. Von 2008 bis 2011 schrieb sie für die Science-Fiction-Serie Ren Dhark und gehört seit 2015 wieder zum Autorenteam.

## Veröffentlichungen
In Klammern steht das Jahr der Erstveröffentlichung.
Ren Dhark
Sternendschungel Galaxis
- Band 32 – Falsches Spiel (2008)
- Band 35 – Wir sind Terraner! (2008)
- Band 41 – Einschlag! (2009)
- Band 44 – Das Volk der Erwachten (2010)
- Band 47 – Die Flotte der Verlorenen (2010)
- Band 50 – Vorstoß nach Kurnuk (2011)

Sonderbände (Unitall)
- Band 31 – Das Elektrische Zeitalter (2016)

Weg ins Weltall
- Band 24 – Das Geheimnis des Weltenrings (2010)
- Band 27 – Die Schranke im Nichts (2010)
- Band 55 – Vereinigung der Alten Völker (2015)
- Band 56 – Feind der Wächter (2015)
- Band 57 – Forscher ohne Gewissen (2015)
- Band 58 – Götter der Niapave (2015)
- Band 59 – Kampf um das Miniuniversum (2015)
- Band 60 – Das Wissen der Quun’ko’Aaraan (2016)
- Band 61 – Einsatz auf Blue Star (2016)
- Band 62 – Rückkehr zum Ort der Macht (2016)
- Band 65 – Aufbruch nach NGK 3109 (2016)